# Бернардинские ворота

Расположение на карте Вавеля

Бернардинские ворота (пол. Brama Bernardyńska) — одни из трёх существующих в настоящее время ворот Вавеля, Краков, Польша. Находятся на южной стороне фортификационных сооружений Вавеля возле Сандомирской башни. Ворота внесены в реестр охраняемых памятников Малопольского воеводства.
Ворота был сооружены во время Второй мировой войны, когда Вавель являлся резиденцией генерал-губернатора Ганса Франка. Ранее на месте современных ворот находились въездные ворота с перекидным мостом, которые были построены в 1849—1854 годах австрийскими властями в рамках строительства Краковской крепости.